# Berth Milton Sr.
Berth Milton Sr, Bert Harry Milton, född 19 november 1926 i Stora Tuna församling, död 31 december 2005 i Högalids församling i Stockholm, var en svensk fotograf, tidningsutgivare och företagare inom pornografibranschen.
Miltons far Helmer drev ett turnerande tivoli (Miltons Tivoli) under ett par år i mellersta Sverige, bland annat i Mora och Borlänge.
Milton startade 1965 tidningen Private som med tiden utvecklades till ett världsomspännade porrimperium Private Media Group. Milton tog länge själv merparten av fotografierna i sina tidningar och var påtagligt stolt över det han producerade, något som bland annat manifesterades i det faktum att han hade något inom hårdporr så ovanligt som personliga ledare i sina tidningar. Häri försvarade han bland annat pornografin som genre och angrep Vatikanens motstånd mot preventivmedel.
I en intervju med RFSU-ordföranden Hans Nestius besvarade han en gång frågan om pornografi var skadligt med orden: "Folk dör i lungcancer, därför att de röker för mycket. Andra super ihjäl sig. Vad jag vet har ingen omkommit på grund av porrkonsumtion."
Under sina sista år låg Milton i svåra konflikter med sin son Berth Milton Jr. sedan denne tagit över driften av företaget.
Han är begravd på Skogskyrkogården i Stockholm.